# Ward Preston
Ward Preston (* 20. April 1932 in Torrance, Kalifornien; † 17. Januar 2016 in West Hills, Kalifornien) war ein US-amerikanischer Szenenbildner und Artdirector.

## Leben
Preston begann seine Karriere im Filmstab 1966 als Assistent des Artdirectors bei den Dreharbeiten zu Höchster Einsatz in Laredo, blieb dabei jedoch ohne Namensnennung im Abspann. Auch bei seinen weiteren Filmen wie Warte, bis es dunkel ist und Hello, Dolly! blieb er ohne Credit.  Ab Anfang der 1970er Jahre war er selbst als Artdirector tätig, wobei er auch bei seinem Debüt, dem Western Monte Walsh, erneut ohne Namensnennung blieb.
1974 war er für den Katastrophenfilm Flammendes Inferno zusammen mit William J. Creber und Raphael Bretton für den Oscar in der Kategorie Bestes Szenenbild nominiert, die Auszeichnung ging in diesem Jahr jedoch an Francis Ford Coppolas Mafiafilm Der Pate – Teil II.
Als Szenenbildner war Preston unter anderem an der Filmkomödie Die unglaubliche Reise in einem verrückten Flugzeug und dem Musikfilm Purple Rain tätig. Zudem arbeitete er auch für das Fernsehen, so unter anderem an den Fernsehserien Unbekannte Dimensionen und Die Schöne und das Biest sowie einigen Fernsehfilmen.

## Filmografie (Auswahl)
- 1966: Höchster Einsatz in Laredo (A Big Hand for the Little Lady)
- 1967: Warte, bis es dunkel ist (Wait Until Dark)
- 1969: Hello, Dolly!
- 1972: Die Höllenfahrt der Poseidon (The Poseidon Adventure)
- 1974: Flammendes Inferno (The Towering Inferno)
- 1980: Die unglaubliche Reise in einem verrückten Flugzeug (Airplane!)
- 1982: Champions (That Championship Season)
- 1984: Purple Rain
- 1989: UHF – Sender mit beschränkter Hoffnung (UHF)

## Nominierungen (Auswahl)
- 1974: Oscar-Nominierung in der Kategorie Bestes Szenenbild für Flammendes Inferno